# 印卡帕卡查山
14°30′36″S 74°02′33″W / 14.51000°S 74.04250°W
印卡帕卡查山（Inka Paqcha），是秘魯的山峰，位於該國中南部阿亞庫喬大區，由盧卡納斯省的卡門薩爾塞多區負責管轄，屬於安地斯山脈的一部分，海拔高度4,400米。